# Notropis altipinnis
 Notropis altipinnis és una espècie de peix cipriniforme de la família dels ciprínids.

## Morfologia
Els mascles poden assolir els 6,1 cm de longitud total.

## Distribució geogràfica
Es troba des de Virgínia fins a Carolina del Sud (Estats Units).